# Rolls-Royce Corniche
O Rolls-Royce Corniche é um coupé e conversível derivado do Silver Shadow, produzido pela Rolls-Royce entre 1971 e 1995. Foi desenhado por John Polwhele Blatchley e produzido em Mulliner Park Ward, Londres. Durante a década de 80, o Corniche foi também comercializado pela Bentley sob a denominação de Bentley Continental. Foi desenvolvido em 4 gerações, tendo sido reeditado em 2000 com o mesmo nome. 

## Gerações

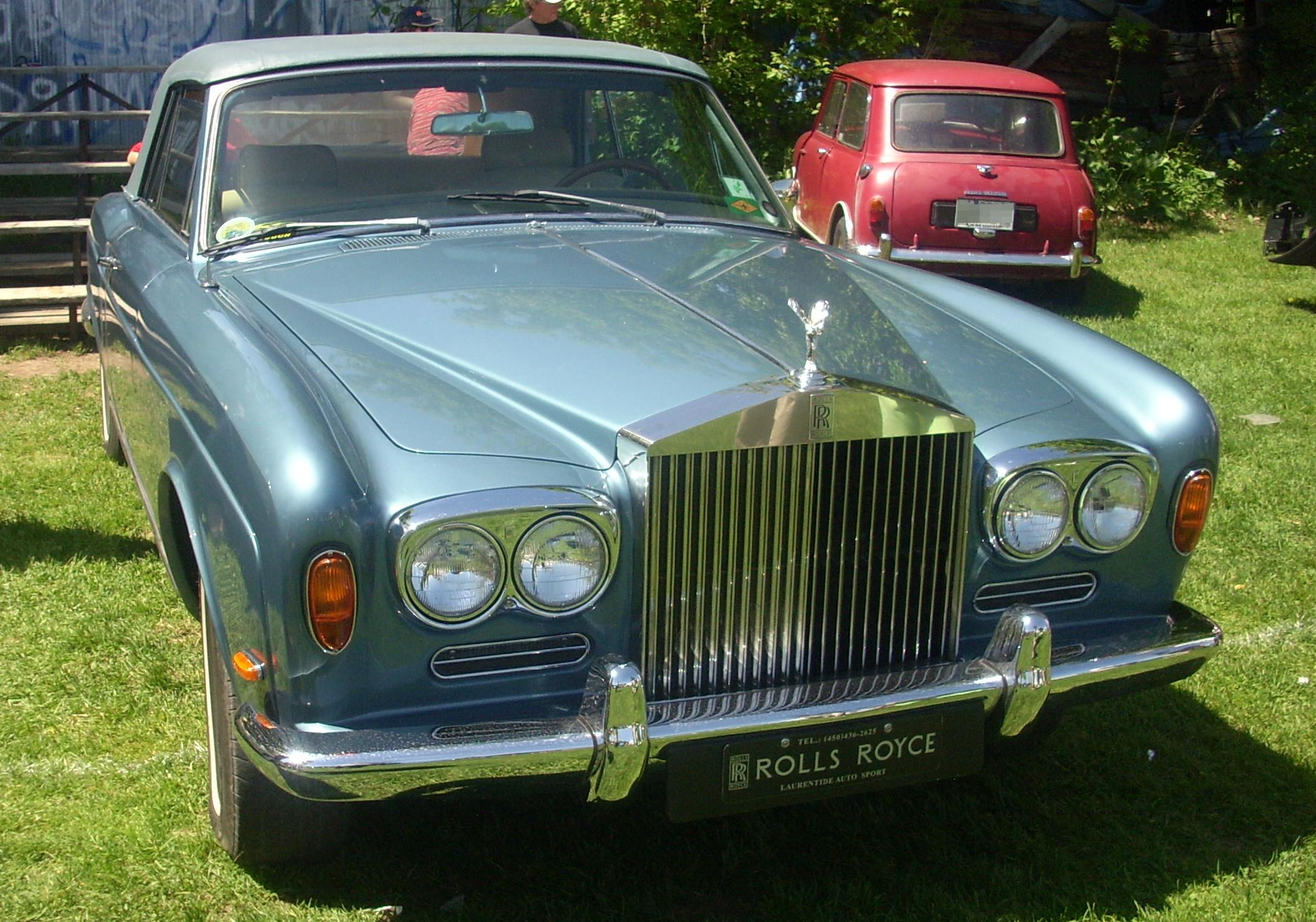
I (1971-1977)
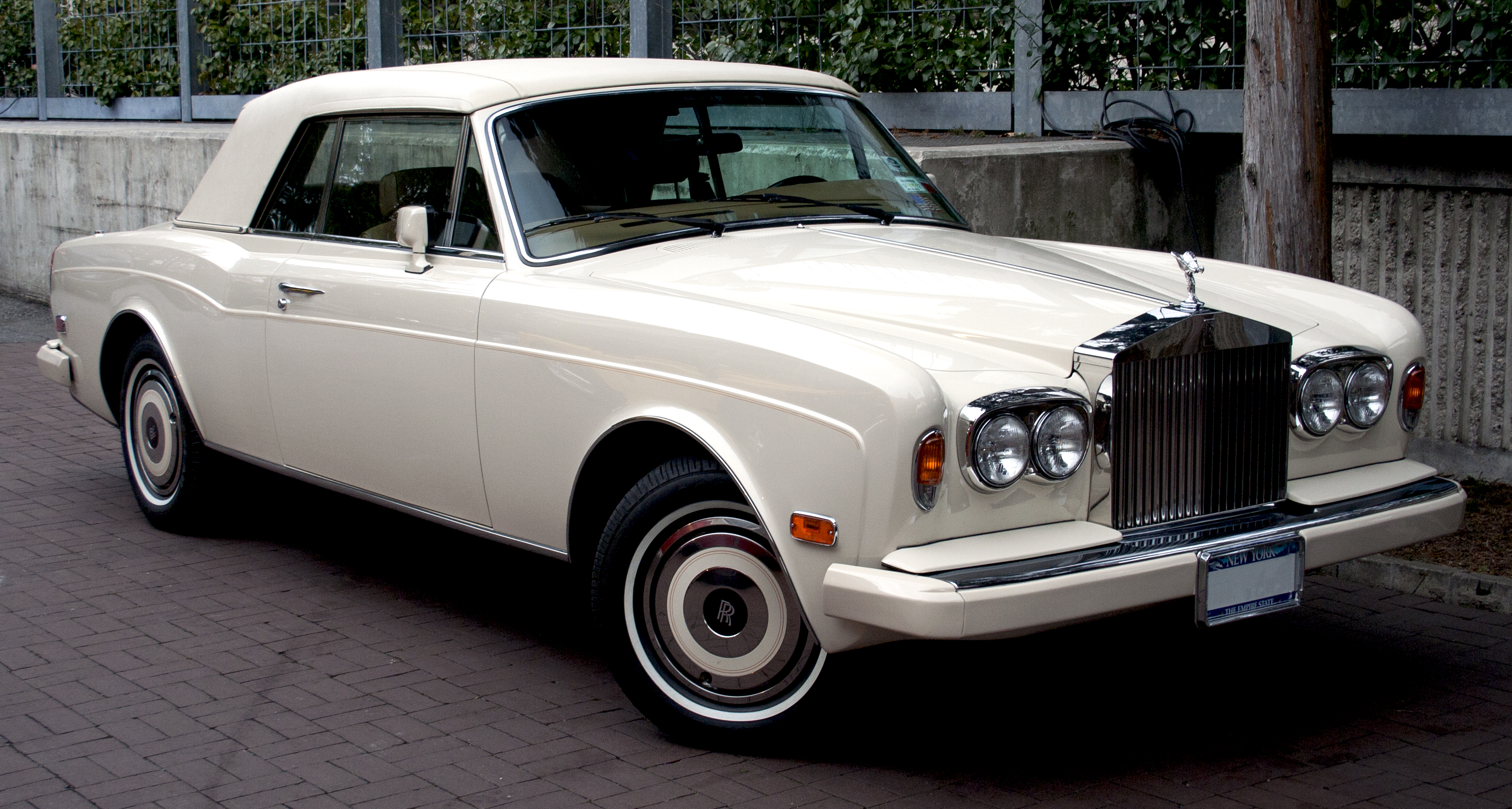
II (1977-1989)
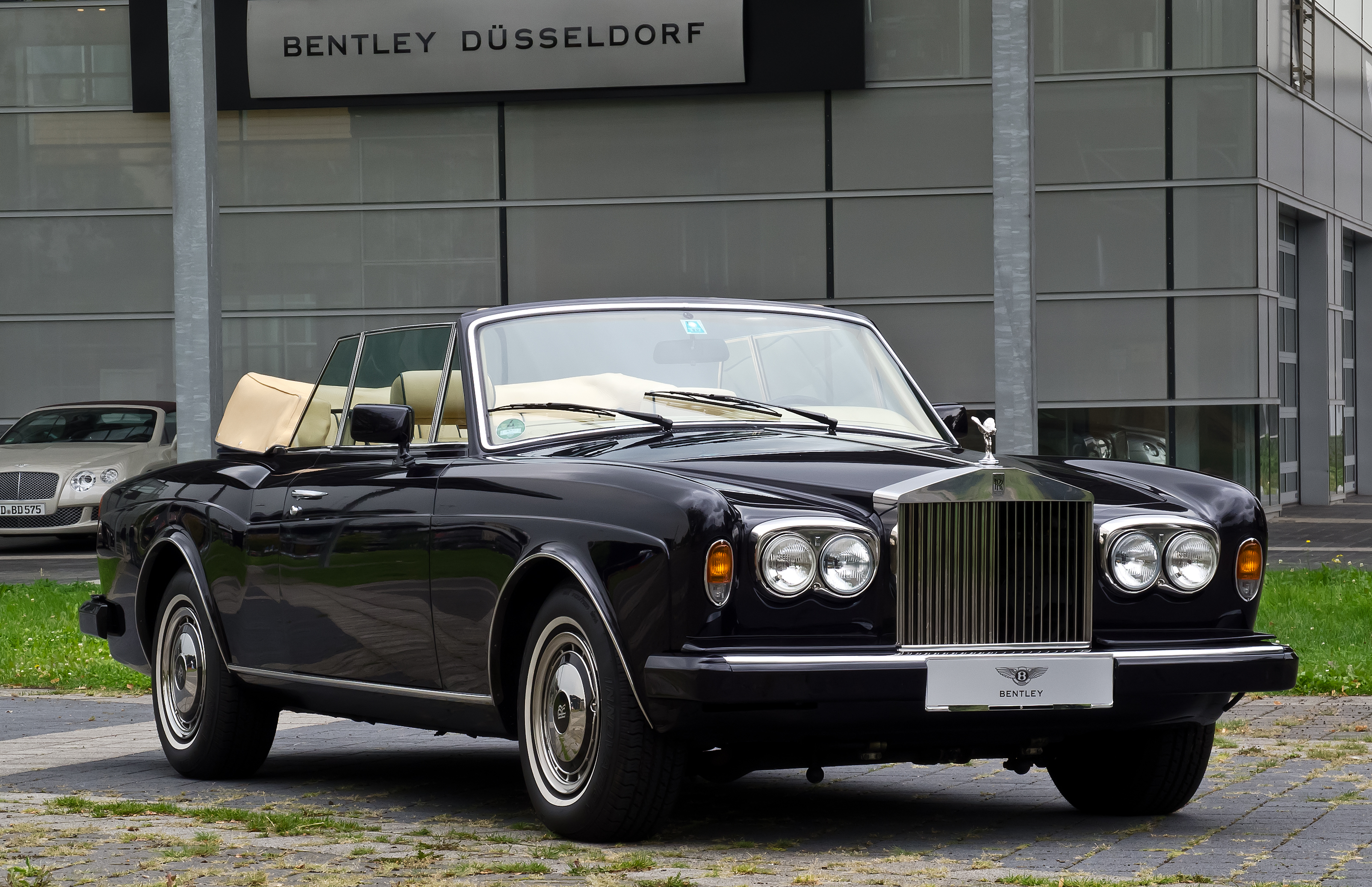
III (1989-1993)
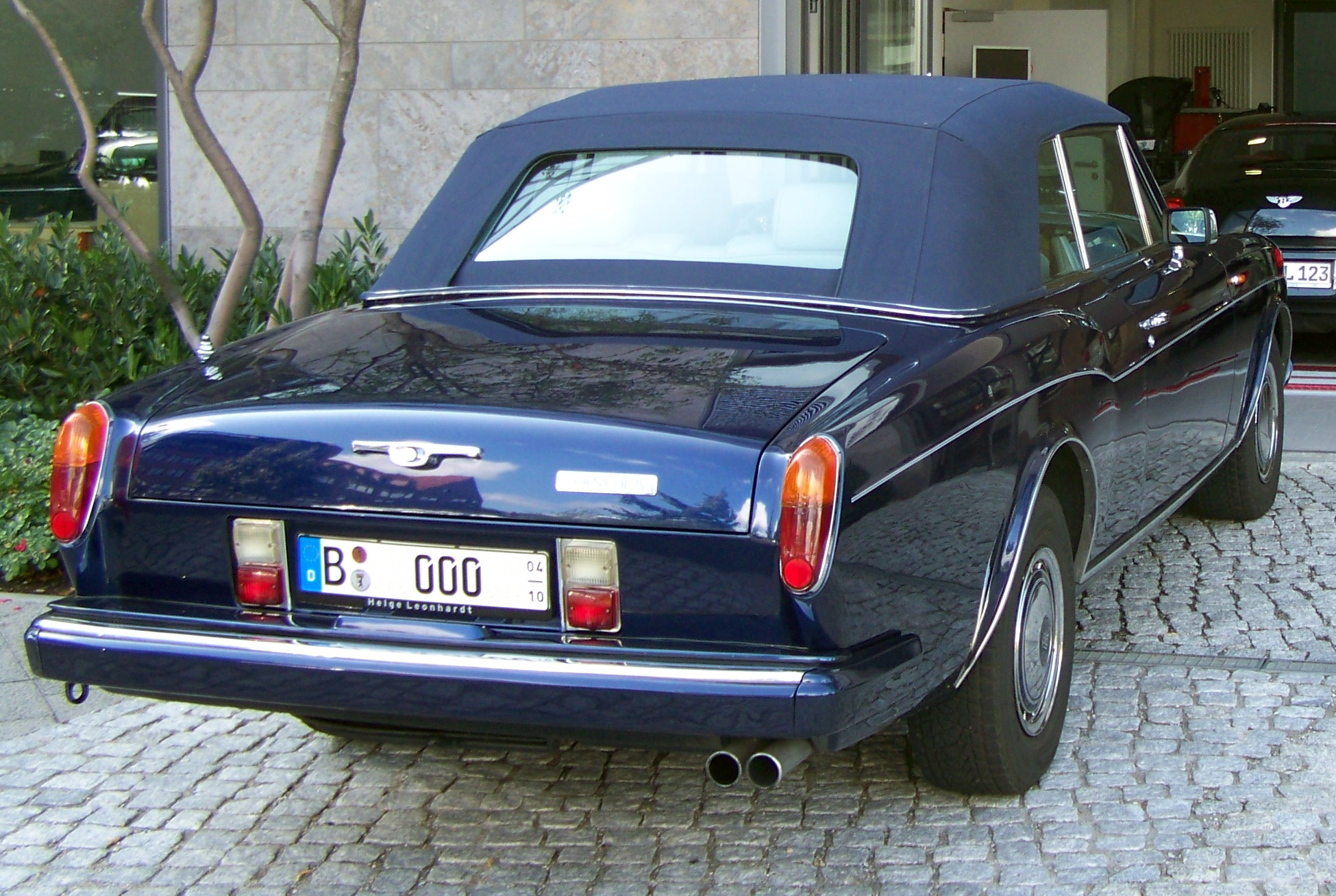
IV (1992-1995)

Apesar de ser batizado "Corniche" apenas em 1971, este modelo já havia sido desenvolvida anteriormente com base no Bentley Mark V. O protótipo teve sua produção cancelada após ter sido atingido por uma bomba em Dieppe. Inclusive o próprio Mark V teve sua produção cancelada, creditando-se o motivo principal à Segunda Guerra Mundial. O nome "Corniche" seria retomado apenas em 1970 e passou, então, a ser inspirado no Rolls-Royce Silver Shadow. 